# Crossodactylus
Genre
Synonymes
- Limnocharis Bell, 1843
- Tarsopterus Reinhardt & Lütken, 1862
- Calamobates De Witte, 1930

Crossodactylus est un genre d'amphibiens de la famille des Hylodidae.

## Répartition
Les 14 espèces de ce genre se rencontrent au Brésil, au Paraguay et dans le nord de l'Argentine.

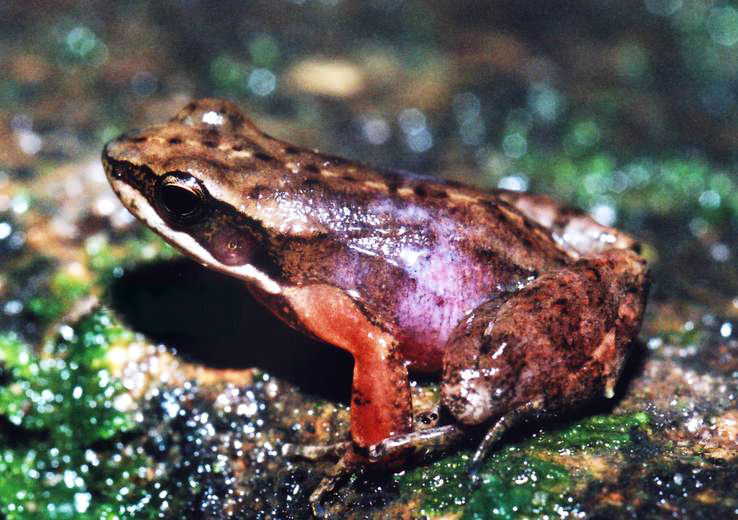
Crossodactylus

## Liste des espèces
Selon Amphibian Species of the World (10 juin 2017) :
- Crossodactylus aeneus Müller, 1924
- Crossodactylus boulengeri (De Witte, 1930)
- Crossodactylus caramaschii Bastos & Pombal, 1995
- Crossodactylus cyclospinus Nascimento, Cruz, & Feio, 2005
- Crossodactylus dantei Carcerelli & Caramaschi, 1993
- Crossodactylus dispar Lutz, 1925
- Crossodactylus franciscanus Pimenta, Caramaschi, & Cruz, 2015
- Crossodactylus gaudichaudii Duméril & Bibron, 1841
- Crossodactylus grandis Lutz, 1951
- Crossodactylus lutzorum Carcerelli & Caramaschi, 1993
- Crossodactylus schmidti Gallardo, 1961
- Crossodactylus timbuhy Pimenta, Cruz, & Caramaschi, 2014
- Crossodactylus trachystomus (Reinhardt & Lütken, 1862)
- Crossodactylus werneri Pimenta, Cruz, & Caramaschi, 2014

## Taxinomie
Le genre Limnocharis a été placé en synonymie avec Crossodactylus par Nieden en 1923, le genre Tarsopterus par Hensel en 1867 et le genre Calamobates par Lutz en 1930.

## Publication originale
- Duméril & Bibron, 1841 : Erpétologie générale ou Histoire naturelle complète des reptiles, vol. 8, p. 1-792 (texte intégral).